# Macuiltochtli (centzon totochtin)

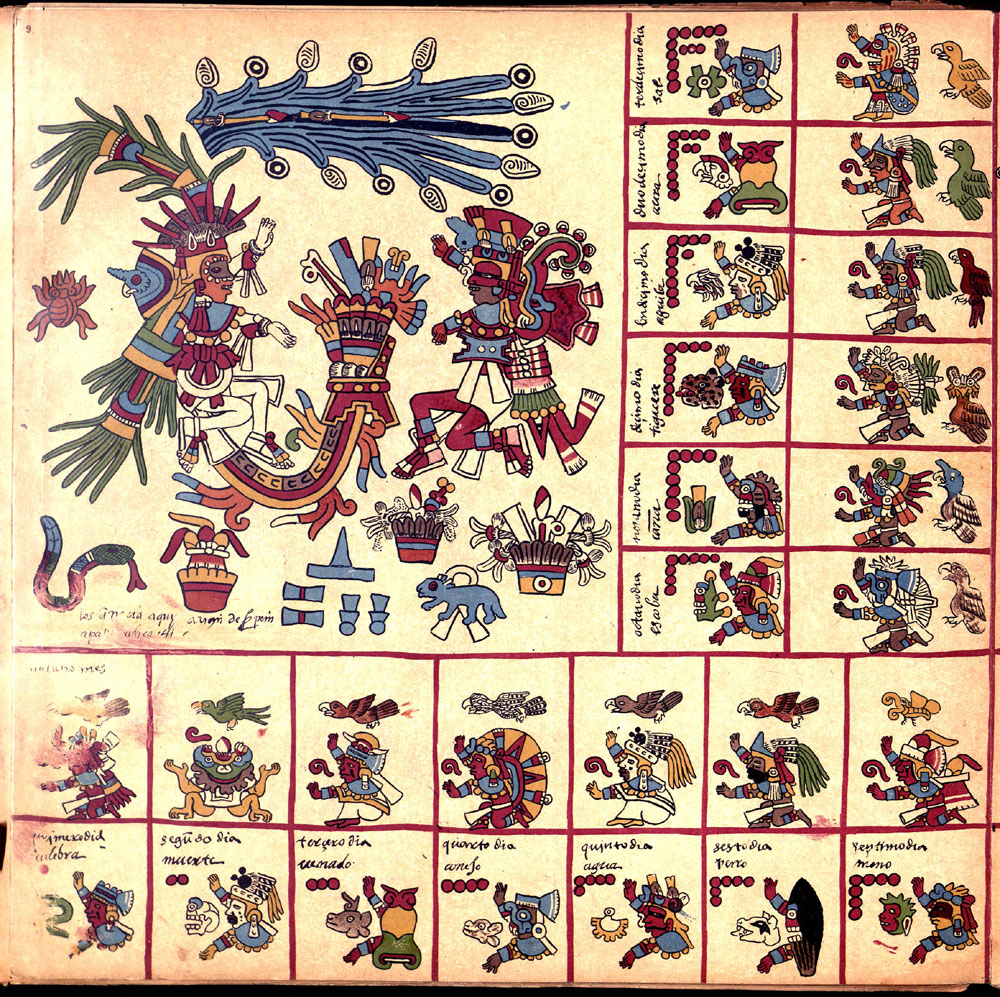
Macuiltochtli (en nahua Cinco-Conejo) en la mitología mexica es un espíritu o dios menor de la embriaguez, y es uno de los cuatrocientos espíritus o dioses menores de los borrachos llamados Centzon Totochtin, los cuatrocientos hijos de Patécatl y Mayáhuel, él cual era venerado bajo la forma de un conejo.

Macuiltochtli (en nahua Cinco-Conejo) en la mitología mexica es un espíritu o dios menor de la embriaguez, y es uno de los cuatrocientos espíritus o dioses menores de los borrachos llamados Centzon Totochtin, los cuatrocientos hijos de Patécatl y Mayáhuel, el cual era venerado bajo la forma de un conejo.